# Manon (opera)

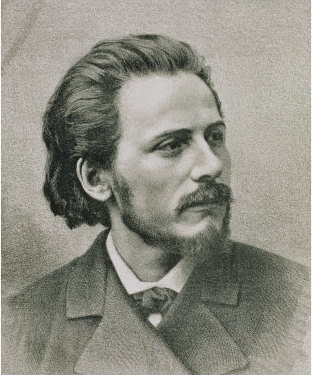
Jules Massenet

Manon är en fransk tragisk opera i fem akter med musik av Jules Massenet. Librettot är skrivet av Henri Meilhac och Philippe Gille och baserat på romanen Manon Lescaut av Abbé Prévost.

## Historia
Massenet fullbordade Manon i Haag, faktiskt i samma våning där abbé de Prévost ett och ett halvt sekel tidigare hade skrivit sin roman. Den här geografiska närheten kom att påverka Massenet desto starkare, eftersom han med sin opera egentligen ville åstadkomma ett monument över hela den franska rokokoepoken, l'ancien régimes splittrade värld. Detta kan man till exempel se i den gavott som förekommer redan i inledningen och som sedan i tredje akten blir till det dominerande temat under festligheterna ute i det fria. Även Manons aria i tredje akten har rokokokaraktär. Massenet följde texten noga frånsett att slutet utspelas i Frankrike och inte i Amerika som i romanen och senare i Puccinis Manon Lescaut. Manon är Massenets mest populära och varaktiga verk inom operagenren och den har behållit sin plats på repertoaren alltsedan sin tillkomst. Den är ett utmärkt exempel på den charm och vitalitet inom musiken och kulturen som fanns i Paris under la belle époque. Bara i Frankrike har operan spelats över 2000 gånger. Massenets stil var förankrad i 1800-talets lyriska tradition och gav honom stora framgångar under hans livstid. Men inte långt efter hans död kom hans kompositioner att betraktas som otidsenliga och sentimentala. Först i slutet av 1900-talet upplevde hans verk en renässans på operascenen.
Operan hade urpremiär på Opéra Comique i Paris 19 januari 1884 och sattes därefter upp i Liverpool och New York 1885. Den första som sjöng partiet som Manon var Marie Heilbron. Andra uttolkare värda att nämnas är Sybil Sanderson, som sägs ha varit Massenets personliga favorit i rollen, Fanny Heldy, Bidu Sayao, Victoria de los Angeles, Beverly Sills, Renée Fleming och på senare tid Anna Netrebko.
Den svenska premiären ägde rum på Stockholmsoperan den 18 januari 1896 och den iscensattes åter med premiär den 29 mars 1916 och den 18 oktober 1969 i en nyöversättning av Alf Henrikson.

## Personer
- Manon Lescaut (sopran)
- Le Chevalier des Grieux (tenor)
- Greve des Grieux, hans far (bas)

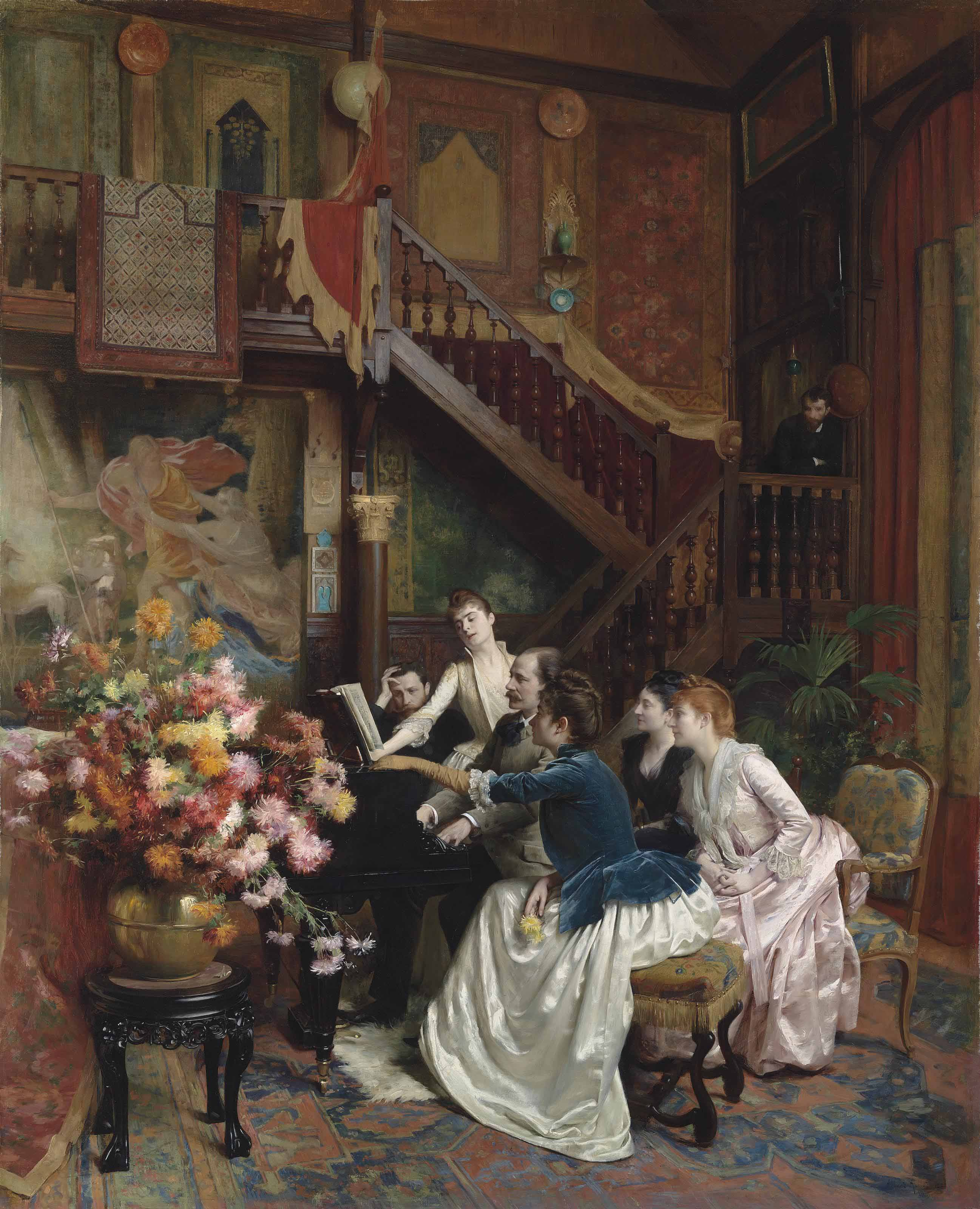
Jules Massenet repeterar Manon med den amerikanska sopranen Sibyl Sanderson.

- Lescaut, sergeant i livgardet, Manons kusin (baryton)
- Guillot de Morfontaine, rik godsägare (bas)
- de Brétigny, hans vän (baryton)
- Pousette, Javotte och Rosette, aktriser och de Morfontaines älskarinnor (2 sopraner, 1 mezzosopran)
- En värdshusvärd
- En dörrvakt i seminariet Saint Sulpice
- En kammarjungfru
- Två livgardister

Adelsfolk, borgare, månglare, studenter, resenärer, bärare, kuskar, uppassare och operabaletten.

## Handling
Operans första akt utspelar sig i Amiens, andra, tredje och fjärde akten i Paris och femte akten på landsvägen till Le Havre. Tiden är år 1721. Librettot har behandlat stoffet i Prévosts roman relativt fritt. Puccini som också byggt en opera, Manon Lescaut, på samma roman är mera trogen originalet. Handlingen rör en kokett ung dam med lyxbegär och svag karaktär, hennes glansdagar och därpå följande förnedring.
Akt I
I ett värdshus i Amiens väntar två resenärer, de parisiska borgarna Guillot och de Brétigny, i sällskap med några skådespelerskor på att middagen skall serveras. De ser en diligens anlända. Ur denna stiger den betagande Manon, som på familjens önskan skall sändas i klosterskola och som eskorteras av sin kusin Lescaut. Guillot uppvaktar henne genast, men kommer ingen vart med den oskuldsfulla flickan. Först när den unge, likaledes oskuldsfulle des Grieux tilltalar Manon och förälskar sig i flickan, tänds en gnista även hos Manon. Båda flyr i Guillots vagn till Paris. Lescaut kommer ut och letar förgäves efter Manon, och han förebrår Guillot som han tror har låtit enlevera Manon.
Akt II
Det förälskade paret lever tillsammans under anspråkslösa omständigheter i en lya på Rue Vivienne i Paris. Fattigdomen gör Manon nedstämd. Des Grieux vill legalisera sin förbindelse med henne och skriver med anledning av detta till sin far. De får besök av Lescaut och de Brétigny som förklarar att han älskar Manon och berättar att des Grieux far kommer att försöka skilja henne från hans son med våld samma kväll. Han köper hennes tystnad genom att lova att hon får ett liv i lyx med honom. Manon går inte med på de Brétignys förslag men varnar inte heller des Grieux. När han går ut för att posta brevet tar hon avsked av den lilla lägenheten där de har varit lyckliga med varandra ("Adieu, notre petite table"). Just när de har satt sig vid bordet för att äta kvällsmat bultar det på dörren och fastän Manon försöker hindra honom går des Grieux och låser upp. Han övermannas och förs bort av sin fars utsände. Manon lämnar deras gemensamma bostad.
Akt III
I Cours-la-Reine-parken i Paris pågår en folkfest. Bland de nöjestörstande återfinns även Manon och hennes krets: Guillot, de Brétigny och skådespelerskorna. Hon är den okrönta drottningen och känner sig lycklig. Hon får då veta att den olycklige des Grieux tänker viga sitt liv åt Gud och förbereder sig på prästämbetet. I hemlighet lämnar hon sällskapet och skyndar till Saint-Sulpice, där des Grieux med sin ungdom och predikokonst hänför de kvinnliga kyrkobesökarna. Manon talar med honom och bekänner sin kärlek. Han försöker förgäves värja sig och hålla fast vid sin utstakade bana. Men kärleken till Manon blir honom övermäktig.
Akt IV
Manon och des Grieux lever åter tillsammans, men avsaknaden av lyx gör det svårt för dem att dra jämnt. Des Grieux har gjort slut på sitt modersarv. Manon övertalar honom att besök Hôtel de Transylvanie, en beryktad spelhåla. I spelet vinner des Grieux över Guillot, som anklagar honom för falskspel. Manon och des Grieux grips.
Akt V
Genom faderns ingripande försätts des Grieux på fri fot. Men inte Manon, som döms för stöld och skall deporteras till Amerika. Des Grieux misslyckas i sitt försök att rädda henne. Han har precis tillräckligt med pengar för att muta väktarna, så att han en sista gång får hålla Manon i sina armar. Båda erinrar sig den kärlekslycka de en gång fick uppleva. Sedan dör Manon, utmattad av fängelsevistelsen.

## Berömda arior
- Akt 2. Adieu, notre petite table (Manon); En fermant les yeux (des Grieux)
- Akt 3. Obéssons quand leur voix appelle (Manon); Epouse que brave fille (Lescaut); Ah! fuyez douce image (des Grieux) [2]

## Lyssna
|  |
|  |

|  |
|  |

## Diskografi (urval)
- Manon. Netrebko, Villazón, Fischesser, Daza, Corazza, Kataja. Kör och orkester från Berliner Staatsoper. Barenboim, dirigent. DG DVD 073 4431.
- Manon. de los Angeles, Legay, Dens. Orkester från Paris Opéra-Comique. Monteux, dirigent. Testament mono SBT 3202. 3 cd.[3]